# Woodsches Metall
Das Woodsche Metall, Woodmetall oder auch Wood’sche Legierung (engl. Wood’s metal) ist eine Bismutlegierung im System Bismut-Blei-Cadmium-Zinn.

## Zusammensetzung
Woodsches Metall besteht aus
- 50,0 Gew.-% Bi (Bismut)
- 25,0 Gew.-% Pb (Blei)
- 12,5 Gew.-% Cd (Cadmium)
- 12,5 Gew.-% Sn (Zinn)

Ohne Cadmium in der Zusammensetzung, dafür mit 25 % Sn, heißt die Legierung Roses Metall.

## Eigenschaften

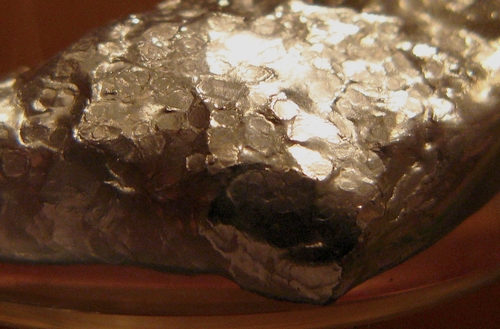
Ein Stück Woodscher Legierung

Das Woodsche Metall ist ein geruchloser silbergrauer, in Wasser nahezu unlöslicher Feststoff, der sich beim Erstarren ausdehnt (Bismut besitzt diese Eigenschaft), es besitzt damit wie Wasser eine Dichteanomalie. Die Dichte beträgt etwa 9,6 g/cm³. Zum Schmelzpunkt der Legierung gibt es verschiedene verwirrende Angaben. Gemäß einer Quelle schmilzt sowohl eine Legierung mit 50 % Bismut, 27 % Blei, 13 % Zinn und 10 % Cadmium, als auch eine mit 50 % Bismut, 25 % Blei, 12,5 % Zinn und 12,5 % Cadmium bei etwa 69,7 °C - 71,7 °C, wobei letztere etwas näher am Eutektikum liegt. Deutlich niedrigere Schmelzpunkte werden in der Literatur auch genannt, sind aber vermutlich falsch und kommen möglicherweise durch Verunreinigung mit Quecksilber und Bildung von Amalgamen zustande. Eine weitere Quelle gibt den Schmelzpunkt der Legierung mit dem Verhältnis 50/25/12,5/12,5 mit 71,4 °C an.

## Verwendung
Woodsches Metall wird wegen seines niedrigen Schmelzpunktes als Schmelzsicherung für Sprinkleranlagen oder elektrische Sicherungen genutzt. In Laboratorien wird es zudem für Heizbäder (sogenannte Metallbäder) verwendet.

## Historisches
Am 20. März 1860 erhielt der amerikanische Zahnarzt Barnabas Wood ein Patent auf eine niedrigschmelzende Legierung, die er für Zahnfüllungen verwendete. Auch für das Verbinden von Zinn und Zinnlegierungen, d. h. als niedrigschmelzendes Lot, schlug er es vor. Außerdem wurde es für Abgüsse vorgeschlagen. Noch im Jahr 1860 wurde das Verhalten der Legierung auch von A. Lipowitz untersucht. Bald danach wurde die Legierung, die in ihrer ursprünglichen Zusammensetzung bei ca. 65 bis 71 °C schmolz, nach ihrem Erfinder, Barnabas Wood, Woodsches Metall genannt. A. Lipowitz nannte sie „Wood's leichtflüssiges Metall“ und nannte auch im Text den eigentlichen Erfinder. Dennoch wird das Woodsche Metall auch Lipowitzsches Metall bzw. Legierung genannt, wobei manchmal eine etwas abweichende Zusammensetzung angegeben wird, z. B. 27 % Pb, 13 % Sn, 10 % Cd, Rest Bi.